# فلاديسلاف والتر
فلاديسلاف والتر (بالبولندية: Władysław Walter)‏ هو مغني وممثل بولندي، ولد في 4 يونيو 1887 في بولندا، وتوفي بنفس المكان في 4 نوفمبر 1959.

## وصلات خارجية
- فلاديسلاف والتر على موقع IMDb (الإنجليزية)
- فلاديسلاف والتر على موقع قاعدة بيانات الفيلم (الإنجليزية)